# Frank Fisher
Franklyn Wood "Frank" Fisher (16. května 1907, Bailieboro, Ontario – 23. dubna 1983, Toronto, Ontario) byl kanadský hokejový obránce.
V roce 1928 byl členem Kanadského hokejového týmu, který získal zlatou medaili na zimních olympijských hrách.